# الأدوار التأهيلية في كأس الكونفيدرالية الإفريقية 2012
تقدم هذه الصفحة ملخصات من مباريات الأدوار التأهيلية لدور المجموعات من مسابقة كأس الاتحاد الأفريقي لكرة القدم 2012.
تم إصدار الجدول الكامل للمسابقة في أكتوبر 2011، وقد عقدت قرعة الأدوار الثلاث الأولى في القاهرة يوم 9 ديسمبر 2011. قرعة الدور الفاصل (إلى جانب قرعة دور المجموعات) سوف تقام يوم 15 مايو 2012.
تم حسم فائزي المواجهات عن طريق مبارتين، حيث تستخدم الأهداف في كلا المبارتين لتحديد الفائز. إذا كان الفريقين متعادلين بالنتيجة الاجمالية بعد المواجهة الثانبة بينهما، سيتم تطبيق قانون الأهداف خارج القواعد، وإذا لا زال التعادل هو سيد الموقف، سيلجأ الفريقين مباشرة إلى ركلات الترجيح (لا يتم لعب وقت إضافي).

## الدور التمهيدي
هذا الدور كان مرحلة خروج مغلوب بين 32 فريق لم يحصلوا على اعفاء من خوض هذه الدور.
المواجهات الأولى: 17–19 فبراير؛ المواجهات الثانية: 2–4 مارس.
| دراغونز          | 0 – 1 | ايتوال فيلانتي |
| ---------------- | ----- | -------------- |
| جبريل زينابا 67' | تقرير |                |

| ايتوال فيلانتي                     | 0 – 2 | دراغونز |
| ---------------------------------- | ----- | ------- |
| إبراهيم سانفو 68' · موسى ييدان 76' | تقرير |         |

فاز ايتوال فيلانتي 2–1 بالإجمالي وتأهل إلى الدور الأول.
| نانيا | انسحاب | سيكوينس |
| ----- | ------ | ------- |
|       |        |         |

تأهل سيكوينس إلى الدور الأول بعد انسحاب نانيا.
| يونيون دوالا     | 0 – 1 | كالون |
| ---------------- | ----- | ----- |
| جويل باباندا 75' | تقرير |       |

| كالون                               | 0 – 2 | يونيون دوالا |
| ----------------------------------- | ----- | ------------ |
| محمد كالون ش1' · لإنسانا كامارا ش2' | تقرير |              |

فاز كالون 2–1 بالإجمالي وتأهل إلى الدور الأول.
| بلاك ليوباردز      | 1 – 1 | موتور أكشن             |
| ------------------ | ----- | ---------------------- |
| فينسينت كاكاني 72' | تقرير | جودفري مويو 84' (ركل.) |

| موتور أكشن | 2 – 0 | بلاك ليوباردز         |
| ---------- | ----- | --------------------- |
|            | تقرير | ثابو مونغالو 43'، 49' |

فاز بلاك ليوباردز 3–1 بالإجمالي وتأهل إلى الدور الأول.
| ريد أروس | 0 – 0 | رويال ليوباردز |
| -------- | ----- | -------------- |
|          | تقرير |                |

| رويال ليوباردز    | 0 – 1 | ريد أروس |
| ----------------- | ----- | -------- |
| باري ستينكامب 61' | تقرير |          |

فاز رويال ليوباردز 1–0 بالإجمالي وتأهل إلى الدور الأول.
| مانغاسبورت | 1 – 0 | سانت جورج       |
| ---------- | ----- | --------------- |
|            | تقرير | أداني غيرما 33' |

| سانت جورج                                   | 0 – 4 | مانغاسبورت |
| ------------------------------------------- | ----- | ---------- |
| أداني غيرما 10'، 12'، 89' · ياريد تبيبو 57' | تقرير |            |

فاز سانت جورج 5–0 بالإجمالي وتأهل إلى الدور الأول.
| كيوفو سبورت        | 1 – 1 | سيمبا              |
| ------------------ | ----- | ------------------ |
| كابيش نداييشمي 12' | تقرير | مويني كازيموتو 11' |

| سيمبا                 | 1 – 2 | كيوفو سبورت      |
| --------------------- | ----- | ---------------- |
| فيليكس سونزو 19'، 32' | تقرير | نيلي مايانجا 79' |

فاز سيمبا 3–2 بالإجمالي وتأهل إلى الدور الأول.
| فيروفياريو دي مابوتو                                | 0 – 3 | غور ماهيا |
| --------------------------------------------------- | ----- | --------- |
| كليسيو باوغي 4' · تشيتشو نزيلي 59' · ويلي ديوغو 85' | تقرير |           |

| غور ماهيا | 1 – 0 | فيروفياريو دي مابوتو |
| --------- | ----- | -------------------- |
|           | تقرير | إيبرامو بيلالي 59'   |

ملاحظة: تأجلت المواجهة الثانية بطلب من فيروفياريو مابوتو.
فاز فيروفياريو دي مابوتو 4–0 بالإجمالي وتأهل إلى الدور الأول.
| سيوي سبورتس     | 0 – 1 | يونيسبورت بافانغ |
| --------------- | ----- | ---------------- |
| أليكس نغانو 45' | تقرير |                  |

| يونيسبورت بافانغ | 0 – 0 | سيوي سبورتس |
| ---------------- | ----- | ----------- |
|                  | تقرير |             |

فاز يونيسبورت بافانغ 1–0 بالإجمالي وتأهل إلى الدور الأول.
| ليوبارد                       | 0 – 2 | تيمبيتي موكاف |
| ----------------------------- | ----- | ------------- |
| لوسيني كومارا 10'، 78' (ركل.) | تقرير |               |

| تيمبيتي موكاف                                | 2 – 2 | ليوبارد                              |
| -------------------------------------------- | ----- | ------------------------------------ |
| نيكايس كيليبونا 36' (ركل.) · جيري غرينغو 43' | تقرير | إيريك نيامبا 38' · بابوان ماكيتا 74' |

فاز ليوبارد 4–2 بالإجمالي وتأهل إلى الدور الأول.
| أكاديمية إل إل بي               | 0 – 3 | أتليتيكو سيمو |
| ------------------------------- | ----- | ------------- |
| عبد الرزاق فيستون 65'، 67'، 81' | تقرير |               |

| أتليتيكو سيمو | 2 – 0 | أكاديمية إل إل بي                               |
| ------------- | ----- | ----------------------------------------------- |
|               | تقرير | عبد الرزاق فيستون ?' · كريستوفي نديهوكوبوايو ?' |

فاز أكاديميك 5–0 بالإجمالي وتأهل إلى الدور الأول.
| رينايسانس                               | 0 – 2 | الساحل |
| --------------------------------------- | ----- | ------ |
| ألادوم أرناود 45+1' · نينغا كازيمير 48' | تقرير |        |

| الساحل | 2 – 2 | رينايسانس |
| ------ | ----- | --------- |
|        | تقرير |           |

فاز رينايسانس 4–2 بالإجمالي وتأهل إلى الدور الأول.
| ديسبورتيفو دي مانسابا | انسحاب | إنفينسيبل إيليفن |
| --------------------- | ------ | ---------------- |
|                       |        |                  |

تأهل إنفينسيبل إيليفن إلى الدور الأول بعد انسحاب ديسبورتيفو دي مانسابا.
| جامتل        | 0 – 1 | كاسا سبورت |
| ------------ | ----- | ---------- |
| مودو سار 72' | تقرير |            |

| كاسا سبورت    | 0 – 1 | جامتل |
| ------------- | ----- | ----- |
| بابي ساني 70' | تقرير |       |

النتيجة الاجمالية 1–1. فاز جامتل بركلات الترجيح وتأهل إلى الدور الأول.
| إكستنشن غانرز                         | 1 – 2 | تانا        |
| ------------------------------------- | ----- | ----------- |
| مانو ديتشوبو 85' · أوتينغ موالوسي 87' | تقرير | كلاوديل 30' |

| تانا                                            | 0 – 2 | إكستنشن غانرز |
| ----------------------------------------------- | ----- | ------------- |
| راجو راكوتوندراسوا 4' · أوليفير رالاينديمبي 31' | تقرير |               |

فاز تانا 3–2 بالإجمالي وتأهل إلى الدور الأول.
| جمهوري | 3 – 0 | هوانغي                                                               |
| ------ | ----- | -------------------------------------------------------------------- |
|        | تقرير | رودويل تشينينغيتيري 2' · فاراي فيميساي 32' · مونيارادزي مونغادزي 47' |

| هوانغي                                                             | 1 – 4 | جمهوري       |
| ------------------------------------------------------------------ | ----- | ------------ |
| ألان تافارويسا 25' · رودويل تشينينغيتيري 45' · أوشن مبوفو 49'، 73' | تقرير | علي نوهو 85' |

فاز هوانغي 7–1 بالإجمالي وتأهل إلى الدور الأول.

## الدور الأول
هذا الدور كان مرحلة خروج مغلوب بين 32 فريق؛ 16 فريق تأهلوا من الدور التمهيدي، و16 فريق تلقوا الإعفاء إلى هذه الدور.
المواجهات الأولى: 23–25 مارس؛ المواجهات الثانية: 6–8 أبريل.
| ايتوال فيلانتي           | 2 – 2 | أسيك ميموساس           |
| ------------------------ | ----- | ---------------------- |
| بامبارا 25' · سولاما 49' | تقرير | سيري 21' · دياباتي 69' |

| أسيك ميموساس            | 2–0   | ايتوال فيلانتي |
| ----------------------- | ----- | -------------- |
| جان ميشيل سيري 35'، 43' | تقرير |                |

فاز أسيك ميموساس 4–2 بالإجمالي وتأهل إلى الدور الثاني.
| سيكوينس | 0–2   | النادي المكناسي                                 |
| ------- | ----- | ----------------------------------------------- |
|         | تقرير | إبراهيما كامارا توري 27' · صلاح الدين خليفي 76' |

| النادي المكناسي                                  | 3–0   | سيكوينس |
| ------------------------------------------------ | ----- | ------- |
| بابي ندايي 5'، 32' · عبد المجيد الدين 47' (ركل.) | تقرير |         |

فاز النادي المكناسي 5–0 بالإجمالي وتأهل إلى الدور الثاني.
| كالون | 0 – 0 | واري وولفس |
| ----- | ----- | ---------- |
|       | تقرير |            |

| واري وولفس                          | 0 – 2 | كالون |
| ----------------------------------- | ----- | ----- |
| غيفت أتوليوا 53' · مايك أوكويوه 85' | تقرير |       |

فاز واري وولفس 2–0 بالإجمالي وتأهل إلى الدور الثاني.
| بلاك ليوباردز                                             | 2 – 4 | سانت إيلوي لوبوبو                            |
| --------------------------------------------------------- | ----- | -------------------------------------------- |
| هامفري كوزا 9'، 43' · جوشوا أوباجي 45' · توماس ماديبا 52' | تقرير | أليكساندرو أوبريكا 26' · مونغانغا دجونغا 62' |

| سانت إيلوي لوبوبو                        | 2 – 2 | بلاك ليوباردز                       |
| ---------------------------------------- | ----- | ----------------------------------- |
| كارينغتون نغوما 53' · كيتومبو مبيانا 66' | تقرير | ديفيد زولو 16' · كينغستون نكاثا 90' |

فاز بلاك ليوباردز 6–4 بالإجمالي وتأهل إلى الدور الثاني.
| رويال ليوباردز   | 1 – 1 | تشينكونكو                   |
| ---------------- | ----- | --------------------------- |
| مدودوزي غاما 70' | تقرير | جان كلود بوكاما لومبوتو 55' |

| تشينكونكو           | 2 – 1 | رويال ليوباردز                         |
| ------------------- | ----- | -------------------------------------- |
| لوكينغا لومبوتو 76' | تقرير | زويلي نكومالو 65' · مكوليسي مثيثوا 80' |

فاز رويال ليوباردز 3–2 بالإجمالي وتأهل إلى الدور الثاني.
| سانت جورج           | 1 – 1 | النادي الإفريقي |
| ------------------- | ----- | --------------- |
| شيميليسي بيكيلي 53' | تقرير | حمزة مساعدي 60' |

| النادي الإفريقي                               | 0 – 2 | سانت جورج |
| --------------------------------------------- | ----- | --------- |
| اسكندر الشيخ 3' · أمير الحاج مسعود 29' (ركل.) | تقرير |           |

فاز النادي الإفريقي 3–1 بالإجمالي وتأهل إلى الدور الثاني.
| سيمبا                                 | 0 – 2 | وفاق سطيف |
| ------------------------------------- | ----- | --------- |
| إيمانويل أوكوي 77' · فيليكس سونزو 80' | تقرير |           |

| وفاق سطيف                                    | 1 – 3 | سيمبا                |
| -------------------------------------------- | ----- | -------------------- |
| محمد أمين عودية 34'، 46' · مختار بن موسى 52' | تقرير | إيمانويل أوكوي 90+3' |

النتيجة الاجمالية 3–3. فاز سيمبا بقانون الأهداف خارج القواعد وتأهل إلى الدور الثاني.
| فيروفياريو دي مابوتو | 1 – 0 | الأهلي شندي    |
| -------------------- | ----- | -------------- |
|                      | تقرير | أيكيتشوكوو 64' |

| الأهلي شندي         | 0 – 2 | فيروفياريو دي مابوتو |
| ------------------- | ----- | -------------------- |
| نادر الطيب 14'، 60' | تقرير |                      |

فاز  الأهلي شندي 3–0 بالإجمالي وتأهل إلى الدور الثاني.
| يونيسبورت بافانغ | 0 – 0 | هارتلاند |
| ---------------- | ----- | -------- |
|                  | تقرير |          |

| هارتلاند                            | 1 – 2 | يونيسبورت بافانغ |
| ----------------------------------- | ----- | ---------------- |
| عمر كابيرو 50' · بريندان أوغبو 90+' | تقرير | فوسو فارديس 79'  |

فاز هارتلاند 2–1 بالإجمالي وتأهل إلى الدور الثاني.
| ليوبارد           | 2 – 1 | الرياضي الصفاقسي               |
| ----------------- | ----- | ------------------------------ |
| لوسيني كومارا 31' | تقرير | ماهر حداد 10' · نابي سوماه 14' |

| الرياضي الصفاقسي | 2 – 0 | ليوبارد              |
| ---------------- | ----- | -------------------- |
|                  | تقرير | إريك نيامبا 43'، 78' |

فاز ليوبارد 3–2 بالإجمالي وتأهل إلى الدور الثاني.
| أكاديمية أل أل بي      | 1 – 1 | إنبي           |
| ---------------------- | ----- | -------------- |
| محمد ناصف 59' (بالخطأ) | تقرير | عادل مصطفى 90' |

| إنبي                                         | 1 – 4 | أكاديمية أل أل بي |
| -------------------------------------------- | ----- | ----------------- |
| أحمد عبد الظاهر 7' · أحمد رؤوف 37'، 45'، 75' | تقرير | كومانا يوسف 90'   |

فاز إنبي 5–2 بالإجمالي وتأهل إلى الدور الثاني.
| رينايسانس                                      | 2 – 3 | سيركل أولمبيك دي باماكو            |
| ---------------------------------------------- | ----- | ---------------------------------- |
| دجيديبوم نادجيبانغ 46' · دجيبو لامبرت 70'، 90' | تقرير | مامادو كيبي 10' · تيوكورو كيتا 66' |

| سيركل أولمبيك دي باماكو                   | 1 – 3 | رينايسانس            |
| ----------------------------------------- | ----- | -------------------- |
| تيوكورو كيتا 12' · إسماعيل ديارا 15'، 60' | تقرير | مونديسير ألادجيم 35' |

فاز سيركل أولمبيك دي باماكو 5–4 بالإجمالي وتأهل إلى الدور الثاني.
| إنفينسيبل إيليفن | 2 – 0 | الوداد الرياضي         |
| ---------------- | ----- | ---------------------- |
|                  | تقرير | مويثيس 68' · ياجور 77' |

| الوداد الرياضي                                                          | 1 – 4 | إنفينسيبل إيليفن |
| ----------------------------------------------------------------------- | ----- | ---------------- |
| محسن ياجور 28' · هشام العمراني 65' · باكاري كوني 76' · يونس الحواصي 88' | تقرير | هيرون 53'        |

فاز الوداد الرياضي 6–1 بالإجمالي وتأهل إلى الدور الثاني.
| جامتل           | 0 – 1 | ريال باماكو |
| --------------- | ----- | ----------- |
| دودو سوسو 90+2' | تقرير |             |

| ريال باماكو                                                  | 1 – 3 | جامتل         |
| ------------------------------------------------------------ | ----- | ------------- |
| بومبو ديمبا سوسو 18' · بوريما كوليبالي 57' · مصطفى كوندي 63' | تقرير | علي سويدي 72' |

فاز ريال باماكو 3–2 بالإجمالي وتأهل إلى الدور الثاني.
| تانا         | 0 – 2 | إنتر لواندا |
| ------------ | ----- | ----------- |
| بيلا 8'، 75' | تقرير |             |

| إنتر لواندا                | 0 – 2 | تانا |
| -------------------------- | ----- | ---- |
| جويل 44' (ركل.) · موكو 76' | تقرير |      |

النتيجة الاجمالية 2–2. فاز إنتر لواندا بركلات الترجيح وتأهل إلى الدور الثاني.
| هوانغي                  | 1 – 1 | الأمل عطبرة  |
| ----------------------- | ----- | ------------ |
| رودويل تشينينغيتيري 44' | تقرير | آدم محبوب 7' |

| الأمل عطبرة | 0 – 0 | هوانغي |
| ----------- | ----- | ------ |
|             | تقرير |        |

النتيجة الاجمالية 1–1. فاز الأمل عطبرة بقانون الأهداف خارج القواعد وتأهل إلى الدور الثاني.

## الدور الثاني
هذا الدور كان مرحلة خروج مغلوب من الفرق الـ16 الذين تأهلوا من الدور الأول يلعبون بنظام خروج المغلوب؛ حيث تأهل الفائزون من هذه الدور إلى الدور الفاصل، حيث إنضموا إلى الفرق الثمانية الخاسرة من الدور الثاني لدوري أبطال أفريقيا.
المواجهات الأولى: 27–29 أبريل؛ المواجهات الثانية: 11–13 مايو.
| أسيك ميموساس   | 1 – 1 | النادي المكناسي |
| -------------- | ----- | --------------- |
| زاهوي أوكو 41' | تقرير | باب نداي 60'    |

| النادي المكناسي | 0 – 0 | أسيك ميموساس |
| --------------- | ----- | ------------ |
|                 | تقرير |              |

النتيجة الاجمالية 1–1. فاز النادي المكناسي بقانون الأهداف خارج القواعد وتأهل إلى الدور الفاصل.
| واري وولفس                                 | 1 – 3 | بلاك ليوباردز     |
| ------------------------------------------ | ----- | ----------------- |
| أوغوستين أموتو 25'، 47' · جيفت أتوليوا 55' | تقرير | رايمون موناما 20' |

| بلاك ليوباردز           | 0 – 2 | واري وولفس |
| ----------------------- | ----- | ---------- |
| كينغستون نكاثا 25'، 67' | تقرير |            |

النتيجة الاجمالية 3–3. فاز بلاك ليوباردز بقانون الأهداف خارج القواعد وتأهل إلى الدور الفاصل.
| رويال ليوباردز | 1 – 0 | النادي الإفريقي     |
| -------------- | ----- | ------------------- |
|                | تقرير | إيزيكييل ندواسل 14' |

| النادي الإفريقي                                         | 2 – 4 | رويال ليوباردز                      |
| ------------------------------------------------------- | ----- | ----------------------------------- |
| إيزيكييل ندواسل 15'، 54'، 62' · حمزة العقربي 69' (ركل.) | تقرير | مدودوزي غاما 6' · زويلي نكومالو 30' |

فاز النادي الإفريقي 5–2 بالإجمالي وتأهل إلى الدور الفاصل.
| سيمبا                                                       | 0 – 3 | الأهلي شندي |
| ----------------------------------------------------------- | ----- | ----------- |
| هارونا موشي 66' · موتيسا مافيسانغو 81' · إيمانويل أوكوي 90' | تقرير |             |

| الأهلي شندي                         | 0 – 3 | سيمبا |
| ----------------------------------- | ----- | ----- |
| محمد فريد 46'، 60' · صدام صباحي 49' | تقرير |       |

النتيجة الاجمالية 3–3. فاز الأهلي شندي بركلات الترجيح وتأهل إلى الدور الفاصل.
| هارتلاند                                             | 2 – 3 | ليوبارد                          |
| ---------------------------------------------------- | ----- | -------------------------------- |
| كبيرو عمر 27' · بيرندان أوغبو 64' · أوساس أوكورو 81' | تقرير | بيينفينو كومبو 24' · بيبي دي 71' |

| ليوبارد                                   | 1 – 2 | هارتلاند       |
| ----------------------------------------- | ----- | -------------- |
| غويلورد ندي 43' · أولريك مومبو 90' (ركل.) | تقرير | عمر كابيرو 80' |

النتيجة الاجمالية 4–4. فاز ليوبارد بقانون الأهداف خارج القواعد وتأهل إلى الدور الفاصل.
| إنبي                                        | 1 – 3 | سيركل أولمبيك دي باماكو |
| ------------------------------------------- | ----- | ----------------------- |
| عمرو الحلواني 2' · فينسينت دي فوني 28'، 75' | تقرير | إسماعيل ديارا           |

| سيركل أولمبيك دي باماكو                  | 0 – 3 | إنبي |
| ---------------------------------------- | ----- | ---- |
| إسماعيل ديارا 58'، 70' · آدما تراوري 81' | تقرير |      |

فاز سيركل أولمبيك دي باماكو 4–3 بالإجمالي وتأهل إلى الدور الفاصل.
| الوداد الرياضي                                   | 0 – 3 | ريال باماكو |
| ------------------------------------------------ | ----- | ----------- |
| ياسين لكحل 9' · سعيد فتاح 53' · يونس الحواصي 67' | تقرير |             |

| ريال باماكو           | 0 – 1 | الوداد الرياضي |
| --------------------- | ----- | -------------- |
| عبد الرحمن تراوري 72' | تقرير |                |

فاز الوداد الرياضي 3–1 بالإجمالي وتأهل إلى الدور الفاصل.
| إنتر لواندا                                          | 1 – 4 | الأمل عطبرة  |
| ---------------------------------------------------- | ----- | ------------ |
| موكو 31'، 53' · أليكس 72' · عثمان عماري 90' (بالخطأ) | تقرير | محمد سيد 34' |

| الأمل عطبرة | 2 – 0 | إنتر لواندا                  |
| ----------- | ----- | ---------------------------- |
|             | تقرير | كيالوندا جوكو 27' · باتي 73' |

فاز إنتر لواندا 6–1 بالإجمالي وتأهل إلى الدور الفاصل.

## الدور الفاصل
هذا الدور سيكون مرحلة خروج مغلوب من 16 فريق: الفرق الثمانية المتأهلة من الدور الثاني، والفرق الثمانية التي خرجت من منافسات الدور الثاني لدوري أبطال أفريقيا. وفي كل مواجهة سيلعب فائز من الدور الثاني لكأس الاتحاد الأفريقي ضد الخاسر من الدور الثاني لدوري أبطال أفريقيا، بحيث يستضيف الفائز من كأس الاتحاد الأفريقي المواجهة الثانية على أرضه. الفائز سيتأهل إلى دور المجموعات.
أقيمت قرعة الدور الفاصل ودور المجموعات يوم 15 مايو 2012، 14:00 ت ع م+02:00، في مقر الكاف بالقاهرة. في قرعة الدور الفاصل يتم تصنيف فريقين (باستخدام ترتيب الفرق السنوي المخصص من 2007–2011).
| الفائزون من الدور الثاني لكأس الاتحاد - الوداد الرياضي 20 نقطة - النادي الإفريقي 17 نقطة - إنتر لواندا 12 نقطة - النادي المكناسي 0 نقاط - بلاك ليوباردز 0 نقاط - الأهلي شندي 0 نقاط - ليوبارد 0 نقاط - سيركل أولمبيك دي باماكو 0 نقاط | الخاسرون من الدور الثاني بدوري الأبطال - الهلال 37 نقطة (صاحب أعلى ترتيب) - المغرب الفاسي 20 نقطة (صاحب أعلى ترتيب) - كوتون سبورت 18 نقطة - الملعب المالي 12 نقطة - المريخ 10 نقاط - ديناموز 10 نقاط - دجوليبا 4 نقاط - أفاد دجيكانو 0 نقاط |

المواجهات الأولى: 29 يونيو–1 يوليو؛ المواجهات الثانية: 13–15 يوليو.
| المغرب الفاسي     | 0 – 1 | ليوبارد |
| ----------------- | ----- | ------- |
| حمزة أبو رزوق 50' | تقرير |         |

| ليوبارد                                   | 0 – 2 (ب.و.إ.) | المغرب الفاسي |
| ----------------------------------------- | -------------- | ------------- |
| بيينفينو كومبو 40' · غوليليدا 110' (ركل.) | تقرير          |               |

فاز ليوبارد 2–1 بالإجمالي وتأهل إلى دور المجموعات.
| الهلال                    | 0 – 2 | سيركل أولمبيك دي باماكو |
| ------------------------- | ----- | ----------------------- |
| المدينة 22' · سادومبا 66' | تقرير |                         |

| سيركل أولمبيك دي باماكو | 1 – 0 | الهلال     |
| ----------------------- | ----- | ---------- |
|                         | تقرير | الطاهر 28' |

فاز الهلال 3–0 بالإجمالي وتأهل إلى دور المجموعات.
| أفاد دجيكانو | 1 – 0 | الوداد الرياضي |
| ------------ | ----- | -------------- |
|              | تقرير | لكحل 34'       |

| الوداد الرياضي | 0 – 0 | أفاد دجيكانو |
| -------------- | ----- | ------------ |
|                | تقرير |              |

فاز الوداد الرياضي 1–0 بالإجمالي وتأهل إلى دور المجموعات.
| المريخ                       | 2 – 3 | بلاك ليوباردز       |
| ---------------------------- | ----- | ------------------- |
| الشغيل 41' · الباشا 51'، 57' | تقرير | بوبي 82' · زولو 85' |

| بلاك ليوباردز | 0 – 0 | المريخ |
| ------------- | ----- | ------ |
|               | تقرير |        |

فاز المريخ 3–2 بالإجمالي وتأهل إلى دور المجموعات.
| دجوليبا                     | 0 – 2 | النادي الإفريقي |
| --------------------------- | ----- | --------------- |
| نامال 6' · أبوتا 45' (ركل.) | تقرير |                 |

| النادي الإفريقي                  | 0 – 2 | دجوليبا |
| -------------------------------- | ----- | ------- |
| العقربي 31' · مسعود 90+7' (ركل.) | تقرير |         |

ملاحظة: تأجلت المواجهة الأولى بسبب الأمطار الغزيرة في باماكو.
النتيجة الاجمالية 2–2. فاز دجوليبا بركلات الترجيح وتأهل إلى دور المجموعات.
| ديناموز | 0 – 0 | إنتر لواندا |
| ------- | ----- | ----------- |
|         | تقرير |             |

| إنتر لواندا | 0 – 1 | ديناموز |
| ----------- | ----- | ------- |
| مانوتشو 36' | تقرير |         |

فاز إنتر لواندا 1–0 بالإجمالي وتأهل إلى دور المجموعات.
| الملعب المالي                                    | 0 – 3 | النادي المكناسي |
| ------------------------------------------------ | ----- | --------------- |
| دياوارا 45+1' · كوليبالي 62' (ركل.) · سيسي 90+1' | تقرير |                 |

| النادي المكناسي | 1 – 1 | الملعب المالي |
| --------------- | ----- | ------------- |
| السملالي 22'    | تقرير | دياوارا 43'   |

فاز الملعب المالي 4–1 بالإجمالي وتأهل إلى دور المجموعات.
| كوتون سبورت      | 0 – 1 | الأهلي شندي |
| ---------------- | ----- | ----------- |
| بابيدي 8' (ركل.) | تقرير |             |

| الأهلي شندي             | 0 – 2 | كوتون سبورت |
| ----------------------- | ----- | ----------- |
| باثيرو 22' · يعقوبو 50' | تقرير |             |

فاز الأهلي شندي 2–1 بالإجمالي وتأهل إلى دور المجموعات.